# 藤ケ丘 (江南市)
藤ケ丘（ふじがおか）は、愛知県江南市にある地名。現行行政地名は藤ケ丘1丁目から藤ケ丘7丁目。

## 地理
江南市の北西部に位置し、東は村久野町（河戸・南大門）・前飛保町（藤町）、西は後飛保町（出島・薬師・前川）、南は前飛保町（寺町）、北は宮田町（生原）に接する。町域の大半を江南団地で占めている。

## 世帯数と人口
2015年（平成27年）10月1日現在の世帯数と人口は以下の通りである。
| 町丁   | 世帯数    | 人口    |
| ------ | --------- | ------- |
| 藤ケ丘 | 3,080世帯 | 5,903人 |

### 人口の変遷
国勢調査による人口の推移
| 1995年（平成7年）  | 9,269人 | [ 6 ] |  |
| 2000年（平成12年） | 8,216人 | [ 7 ] |  |
| 2005年（平成17年） | 7,988人 | [ 8 ] |  |
| 2010年（平成22年） | 7,245人 | [ 9 ] |  |
| 2015年（平成27年） | 5,903人 | [ 2 ] |  |

## 学区
市立小・中学校に通う場合、学区は以下の通りとなる。
| 番・番地等 | 小学校             | 中学校             |
| ---------- | ------------------ | ------------------ |
| 全域       | 江南市立藤里小学校 | 江南市立宮田中学校 |

## 歴史

### 沿革
- 1968年（昭和43年） - 大字村久野・前飛保・後飛保・宮田の各一部より、藤ケ丘が成立[11]。

## 施設
- UR都市機構 江南団地
- 江南藤丘郵便局
- 江南市立藤ケ丘児童館
- 江南市立藤里保育園
- 修文大学附属藤ヶ丘幼稚園
- スーパーヤマト江南店

## その他

### 日本郵便
- 郵便番号 : 483-8337[3]（集配局：江南郵便局[12]）。